# Paraplasmo
Un paraplasmo es una sustitución analógica de una forma antigua por una nueva.
Un ejemplo de paraplasmo es la sustitución de la palabra latina honos por honor, mediante honorem, análogas con orator, oratorem, etc.
Incidentalmente, aparece registrada la palabra paraplasmo, en castellano, en el siglo XIX, como "señal que se hace en un libro para hallar una cosa notable".